# 세치바루정
세치바루정(世知原町)은 나가사키현의 북부 기타마쓰우라반도 내륙부에 있던 정이며 기타마쓰우라군에 속했다. 2005년 4월 1일 사세보시에 편입되어 세치바루정은 소멸하였다.

## 지리
사세보시의 북쪽, 기타마쓰우라 반도의 내륙에 위치하며, 헤이세이 대합병 이전까지 나가사키현에서 바다에 접하지 않은 자치단체는 3곳(다른 곳은 인접한 요시이정과 히가시코기군 하사미정) 뿐이었다[1].
마을 지역은 산간부이기 때문에 특히 겨울철에는 적설과 도로 결빙이 나가사키현 내에서도 많은 편이다.

## 역사
- 1889년 4월 1일 - 정촌제 시행에 수반해 기타마쓰우라군 세치바루촌이 성립하였다.
- 1940년 11월 3일 - 정으로 승격해 세치바루정이 되었다.
- 2005년 4월 1일 - 요시이정과 함께 사세보시에 편입되었다.

## 교통

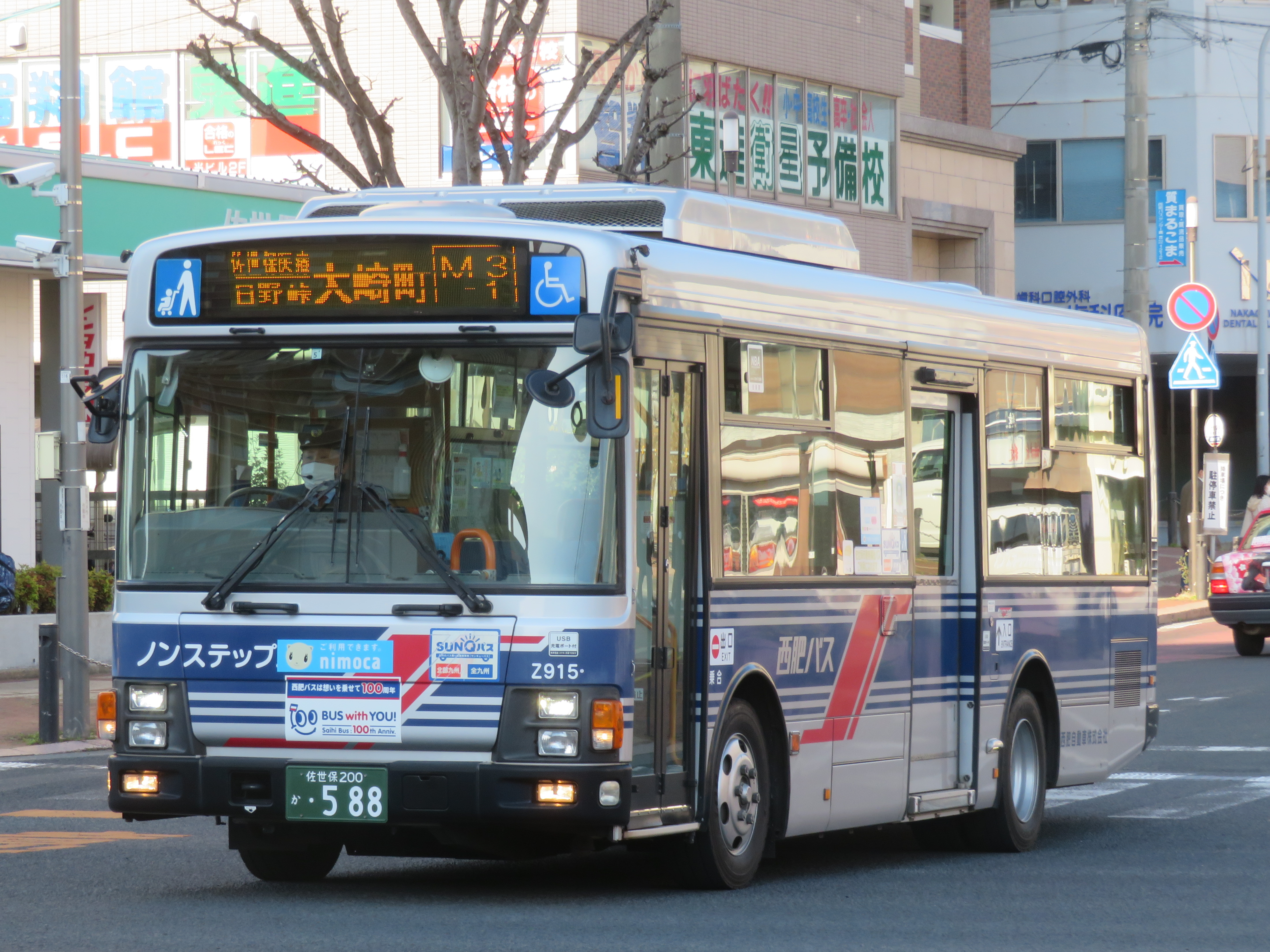
사이히 자동차에서 운행중인 노선버스

### 철도
- 마쓰우라 철도
  - 니시큐슈선 - 정내에 철도노선이 없어 가장 가까운 역은 요시이역

### 공항
- 나가사키 공항 - 가장 가까운 공항